# 陳循
陳循（1385年—1462年），字德遵，号芳洲，江西承宣布政使司吉安府泰和縣（今江西省泰和縣）人，明朝政治人物，景泰年间重臣。官至华盖殿大学士。

## 生平
陳循生于明洪武十八年（1385年），永乐十二年甲午科江西鄉試第一名舉人（解元），永乐十三年（1415年）乙未科状元，授修撰。历事永乐、景泰五朝，宣德初直南宫，进侍讲学士，进翰林院学士。正统九年（1444）入文渊阁典机务。第二年进户部右侍郎兼学士。
正统十四年（1449年）发生“土木之变”，英宗被蒙古族瓦剌部俘虏，京师大震。有人主张南迁。时任兵部侍郎的于谦，高声道：“欲迁者可斩！”陈循说：“于侍郎言是。”支持于谦。一些朝臣拥立郕王（景帝）即皇帝位。当时朝中人心恐惧，对立帝之事争论不休，而陈循采取中间立场，得到景帝器重，进户部尚书，继而进少保兼文渊阁大学士，不久加太子太傅，进华盖殿大学士仍兼文渊阁。
“夺门之变”后，英宗复位，由于石亨等指控大臣于谦谋逆，于谦、王文等以谋逆罪被杀，陈循受到牵连，被刑杖一百，充军铁岭卫。天顺五年（1461年），石亨诬事泄，陈循获释为民，仍居铁岭，一年后病殁。于谦昭雪之后，陈循亦获平反，昭以原职赐祭。

## 著作
留有《芳洲集》，为其孙陈以跃所辑，收录于《四库全书》中。

## 佚事
《菽園雜記》載有景泰年間，陳循與王文因子陳瑛、王倫順天鄉試落第，因此指摘考官劉儼，意欲加罪之事。